# Stará Brzotínska jaskyňa
Stará Brzotínska jaskyňa – przepływowa jaskinia krasowa na terenie Krasu Słowacko-Węgierskiego, w Wewnętrznych Karpatach Zachodnich na Słowacji.

## Położenie
Leży we wsch. podnóżach Płaskowyżu Pleszywskiego, ok. 2 km na południowy zachód od Brzotína. Otwór znajduje się na wysokości 258 m n.p.m. u podnóży zbocza, przy polnej drodze ok. 700 m od szosy Rožňava – Plešivec, kilkadziesiąt metrów dalej i kilkanaście metrów niżej niż sztucznie wykonany otwór Nowej Jaskini Brzotínskiej.

## Charakterystyka
Stará Brzotínska jaskyňa jest bocznym ramieniem Nowej Jaskini Brzotínskiej, od której jest oddzielona skalnym zawałem. Długość jej znanych korytarzy wynosi ok. 120 m. W jaskini istnieje aktywny tok wodny, który łączy się z systemem hydrologicznym Nowej Jaskini Brzotínskiej. Przy wysokich stanach wody jej wylot działa jako wywierzysko (słow. Brzotínska vyvieračka), odprowadzające wody, których nie jest w stanie odprowadzić położona 40 m na pn. Trávna vyvieračka.